# Macabre (gruppo musicale)
I Macabre sono un gruppo grindcore statunitense originario di Chicago.

## Storia
Si formarono nel 1984 a Chicago, Illinois, e da allora non hanno avuto alcun cambio di formazione. Il loro stile è un misto di più generi musicali, principalmente grindcore, death metal e thrash metal, che vanno a formare il loro peculiare sound, da loro stessi definito "murder metal". Nei loro testi hanno sempre avuto una forte tendenza a parlare di serial killer e assassini (ad esempio Jeffrey Dahmer, al quale è dedicato il terzo album, Dahmer). I Macabre hanno anche un progetto parallelo chiamato Macabre Minstrels, che propone esclusivamente brani acustici; questa seconda formazione ha debuttato nel 2002 con l'EP Macabre Minstrels: Morbid Campfire Songs.

## Formazione
- Corporate Death (Lance Lencioni) – voce, chitarra (1984 - presente)
- Nefarious (Charles Lescewicz) – basso, cori (1984 - presente)
- Dennis the Menace (Dennis Ritchie) – batteria (1984 - presente)

## Discografia
Album in studio
- 1989 – Gloom
- 1993 – Sinister Slaughter
- 2000 – Dahmer
- 2003 – Murder Metal
- 2011 – Grim Scary Tales
- 2020 – Carnival of Killers

EP
- 1987 – Grim Reality
- 1994 – Behind the Wall of Sleep
- 1999 – Unabomber
- 2009 – Human Monsters

Raccolte
- 2004 – Macabre Electric & Acoustic Two CD Set

Split
- 1993 – Nuclear Blast 4 Way Split (con Mortification, Benediction e Gorefest)
- 2001 – Capitalist Casualties / Macabre (con Capitalist Casualties)

Singoli
- 1988 – Shitlist
- 1993 – Nightstalker
- 2002 – Drill Bit Lobotomy

## Videografia
- 2006 - True Tales of Slaughter and Slaying